# Dietrich Kraiß
Le titre de cet article contient le caractère ß. Quand celui-ci n'est pas disponible ou n'est pas désiré, le nom de l'article peut être représenté comme Dietrich Kraiss.
Dietrich Kraiß (16 novembre 1889 à Stuttgart –  6 août 1944 près de Saint-Lô en France) est un Generalleutnant allemand qui a servi au sein de la Heer dans la Wehrmacht pendant la Seconde Guerre mondiale.
Le 6 juin 1944, il commandait la 352e division d'infanterie qui était positionnée Normandie sur le littoral face à ce qui allait devenir Omaha Beach lors du débarquement des Alliés en juin 1944 après une carrière typique d'officier allemand de cette génération.
Il a été récipiendaire de la croix de chevalier de la croix de fer avec feuilles de chêne. La croix de chevalier de la croix de fer et son grade supérieur, les feuilles de chêne, sont attribuées pour récompenser un acte d'une extrême bravoure sur le champ de bataille ou un commandement militaire avec succès.

## Biographie
Après avoir suivi une formation d'officier, Dietrich Kraiß participe à la Première Guerre mondiale au sein du 126e régiment d'infanterie en tant que commandant de compagnie. Il passe toute la guerre sur le front de l'Ouest (France et Flandres).
Après l'Armistice, il demeure dans l'armée puisqu'il intègre la Reichswehr en tant que Hauptmann (capitaine). Il franchit progressivement les étapes et prend part à la Seconde Guerre mondiale.
Lors de la campagne de Pologne, il est à la tête du 90e régiment d'infanterie motorisée qui est des deux régiments de la 20e division d'infanterie motorisée. Au sein du 19e corps d’armée commandé par le Generaloberst Heinz Guderian, il est l'un des artisans de la rapide victoire de la Wehrmacht.
Il conduit également le 90e régiment d'infanterie motorisée lors de l'offensive à l'Ouest en mai et juin 1940.
Nommé Generalmajor en février 1941, il prend le commandement de la 168e division d'infanterie avec laquelle il prend part à l'opération Barbarossa, l'invasion de l'URSS à partir de juin 1941. La 168e division d'infanterie est affectée au Groupe d'armées Sud et participe aux combats dans les régions de Jytomyr, Kiev, Karkhov, Belgorod et dans la boucle du Don. Fin 1942 et début 1943, Dietrich Kraiß est confronté à l'effondrement du front sud allemand consécutif à l’encerclement de Stalingrad et aux offensives de l'Armée rouge sur le Don.
Le 14 mai 1943, Dietrich Kraiß prend le commandement de la 355e division d'infanterie qui vient d'être formée et de rejoindre le Front de l'Est. Elle est dissoute le 2 novembre 1943 compte tenu des pertes enregistrées dans les combats défensifs qui suivent l'échec de l'offensive sur Koursk en juillet 1943.
Dietrick Kraiß rejoint alors la France où est mise sur pied la 352e division d'infanterie forte de 7 400 soldats près de Saint-Lô à partir d'éléments de la 321e division d'infanterie. Il en prend le commandement le 6 novembre 1943. Il décède le 6 août 1944 à la suite de blessures subies deux jours plus tôt.

## Promotions
| Leutnant        | 24 mars 1909       |
| Oberleutnant    | 18 juin 1915       |
| Hauptmann       | 15 juillet 1918    |
| Major           | 1er mai 1931       |
| Oberstleutnant  | 1er septembre 1934 |
| Oberst          | 1er mars 1937      |
| Generalmajor    | 1er février 1941   |
| Generalleutnant | 1er octobre 1942   |

## Décorations
- Croix de fer (1914)
  - 2e classe (18 septembre 1914)
  - 1re classe (7 juin 1915)
- Insigne des blessés (1914)
  - en Noir
- Croix de chevalier de l'ordre royal de Hohenzollern avec glaives (9 octobre 1918)
- Croix de chevalier de l'ordre du Mérite militaire de Bade-Wurtemberg (21 juin 1915)
- Croix de chevalier de l'ordre du Lion de Zähringer 2e classe avec glaives (15 septembre 1914)
- Médaille des Sudètes
- Agrafe de la croix de fer (1939)
  - 2e classe  (18 septembre 1939)
  - 1re classe  (3 octobre 1939)
- Médaille du Front de l'Est
- Médaille de service de la Wehrmacht 4e à 1re classe
- Croix allemande
- Croix de chevalier de la croix de fer avec feuilles de chêne
  - Croix de chevalier le 23 juillet 1942 en tant que Generalmajor et commandant de la 168e division d'infanterie
  - 549e feuilles de chêne le 11 août 1944 en tant que Generalleutnant et commandant de la 352. Infanterie-Division
- Mentionné dans le bulletin radiophonique Wehrmachtbericht (11 juin 1944)